# 如膠似漆雙胞胎2！ ～夏日炎炎！碧海無邊！雙子姐妹的歐派對決！～
《如膠似漆雙胞胎2！ ～夏日炎炎！碧海無邊！雙子姐妹的歐派對決！～》是milimili：AMUSE CRAFT EROTICA在2021年3月26日發售的戀愛冒險類型成人遊戲，亦是《如膠似漆雙胞胎！》的續作，當中由負責原畫，若葉祥慶擔當編劇。
《如膠似漆雙胞胎2！》只有一條劇情分支路線，當中擁有一系列預先設定的場景和人物互動。整部遊戲聚焦於兩名女主角左綾和右綾跟玩家角色的互動，並重點刻畫角色之間的性行為。整個故事以不具名的玩家角色的視角作切入點。

## 遊戲系統
《如膠似漆雙胞胎2！》採取戀愛冒險的遊玩方式。玩家所扮演的是本作的男主角。大部分的劇情玩家會以他的的視角進行遊戲。遊戲中全部角色皆有語音，只有玩家角色沒有。玩家遊玩時需要閱覽熒幕上所顯示的文本以了解故事情節和人物之間的對話。這些文字會與人物動畫和背景一同出現，用以表示對話的對象。《如膠似漆雙胞胎2！》只有一條劇情路線。
本作角色之間的關係亦帶有一定性意味。有關場景包括手交、口交、性交。除此之外，玩家可在開首把角色立繪設定成在一般場景也以戴上動物耳朵或/和全裸的姿態登場。

## 故事
本作承接上作，講述妹妹左綾和右綾一起愛上了自己的哥哥之後所發生的事。他們在某一天在商店街抽獎時突然中獎，獲得免費前往海邊旅行兼住宿的機會。於是他們一行人便決定去海邊旅行。兩位妹妹繼而決定在旅行途中比拼，看誰最能獲得哥哥的芳心，於是便不斷誘惑他跟自己發生性關係。

## 角色
哥哥
本作男主角。左綾和右綾的哥哥兼老師。
左綾
玩家角色「哥哥」的妹妹。喜歡待在室內玩遊戲和看漫畫。
右綾（聲優：柊紗夜子）
玩家角色「哥哥」的妹妹。感情直率，不擅於操作遊戲機以外的電器。

## 開發
《如膠似漆雙胞胎2！》為milimili：AMUSE CRAFT EROTICA的第6部作品。曾在前作擔當編劇的若葉祥慶，再次於本作負責上述工作。是作的原畫由負責，他此前曾有負責多部成人遊戲原畫的經驗。主題曲《しーくれっと☆シスターズ》則由KyoKa負責作詞和獻唱，藤井稿太郎負責作曲和編曲。除了藤井稿太郎外，同為編曲擔當。

## 發行
2020年12月25日，milimili：AMUSE CRAFT EROTICA公開將於次年3月26日為推出續作的消息，同時開放給公眾預約。2021年2月24日，milimili於chobit公開本作的主題曲音樂短片。《如膠似漆雙胞胎2！》在3月26日開售，同時相容Windows 8.1/10。包裝版、下載版、附帶角色抱枕套的包裝版於當天一倂推出。官方會為經官方渠道預約郵購者贈送兩款徽章。

## 外部連結
- 官方网站 （页面存档备份，存于） （日語）
- 《如膠似漆雙胞胎2！ ～夏日炎炎！碧海無邊！雙子姐妹的歐派對決！～》在視覺小說數據庫的頁面 （英文）